# Josh Rouse
Josh Rouse, född 1972 i Oshkosh, Nebraska, är en amerikansk singer/songwriterartist. 
Född i Nebraska bodde Rouse i unga år i Kalifornien, Utah, Wyoming, South Dakota, Georgia och Arizona. Under uppväxten lyssnade han mycket på brittiska postpunk-band som The Cure och The Smiths, hans farbror lärde honom att spela gitarr och vid 18 års ålder skrev han sin första låt.
I mitten av 2000-talet flyttade Rouse till Spanien och har sedan dess utöver engelska även börjat sjunga på spanska.

## Diskografi
- 1998 – Dressed Up Like Nebraska
- 1999 – Chester (i samarbete med Kurt Wagner från Lambchop)
- 2000 – Home
- 2002 – Under Cold Blue Stars
- 2003 – 1972
- 2005 – Nashville
- 2006 – Subtítulo
- 2007 – Country Mouse City House
- 2008 – The Best of the Rykodisc Years
- 2010 – El Turista
- 2012 – Josh Rouse and The Long Vacations
- 2013 – The Happiness Waltz
- 2015 – The Embers of Time